# Funryu 4
Funryu 4 – japoński prototypowy pocisk rakietowy ziemia-powietrze z okresu II wojny światowej zaprojektowany w ramach programu Funryu. Prace nad Funryu 4 rozpoczęto jeszcze w trakcie budowania Funryu 2 od którego nowy pocisk był dużo większy i bardziej skomplikowany. Przed końcem wojny zbudowano tylko jeden prototyp który przeszedł szereg testów na ziemi.

## Historia
W trakcie prac nad Funryu 2 rozpoczęto prace nad dużo większym i bardziej skomplikowanym pociskiem który otrzymał oznaczenie Funryu 4. Pocisk został zaprojektowany w zakładach Mitsubishi. System napędowy pocisku stanowił silnik rakietowy Toko Ro.2 (KR10) który użyty był do napędu samolotu Mitsubishi J8M, użycie istniejącego już i sprawdzonego silnika skróciło czas projektowania pocisku.
System naprowadzania nowego pocisku był dużo bardziej złożony i nowoczesny od systemu użytego w Funryu 2 – zamiast prostego naprowadzania radiowego użyto systemu radarowego. Do kontroli pocisku używane były dwie stacje radarowe – jedna śledząca cel i druga śledząca pocisk rakietowy. Taki system, znany współcześnie jako track-via-missile (VTM), dawał teoretycznie bardzo dużą celność pocisku. W trakcie lotu pocisk był kierowany sygnałem radiowym o częstotliwości 1000 MHz.
Po zaprojektowaniu pocisku został on zbudowano dopiero pod koniec lata w 1945, przed końcem wojny zdążono tylko przeprowadzić na ziemi szereg testów silnika i niektórych elementów pocisku.

## Opis techniczny
Funryu 4 był sterowanym przeciwlotniczym pociskiem z napędem rakietowym. Napęd zapewniał silnik Ro.2 na paliwo płynne, o maksymalnej mocy ciągu 1500 kilogramów. Pocisk kierowany był radiowo i naprowadzany na cel radarowo.
Rakieta miała bardzo aerodynamiczny kształt, w połowie kadłuba umieszczono cztery skrzydła ze sterolotkami, na końcu kadłuba znajdowały się dwa nieruchome stateczniki. W locie pocisk był stabilizowany żyroskopowo, start pocisku odbył się z rampy nachylonej pod kątem 45 stopni.